# Gaston II de Foix-Candale
Pour les articles homonymes, voir Gaston de Foix, de Foix et Candale.
Ne doit pas être confondu avec Gaston II de Foix-Béarn.
Gaston II de Foix-Candale, né en 1448 et mort le 25 mars 1500, était depuis 1485 captal de Buch, comte de Candale et de Benauges, baron de Gurson et vicomte de Meille(s) (en Aragon).
Il fonda en 1490 le chapitre de Cadillac.

## Unions et descendance
Gaston II est le fils de Jean de Foix-Candale et de Marguerite Kerdeston, comtesse de Candale (Angleterre, Cumbria).
Il se maria en 1469 avec Catherine de Foix-Navarre, fille de Gaston IV de Foix-Béarn et de Éléonore de Navarre, et eurent comme enfants :
- Gaston III de Foix-Candale dit le Boiteux;
- Anne de Foix-Candale, qui épousa le 29 septembre 1502 Vladislas IV de Bohême;
- Pierre de Foix, baron de Langon, seigneur du Pont et de Rostrenen en raison de son mariage le 7 février 1517 avec Louise du Pont;
- Jean de Foix, mort le 25 juillet 1529, qui fut archevêque de Bordeaux de 1501 à 1529.

Il épousa le 30 janvier 1494 Isabelle d'Albret, fille d'Alain d'Albret (1440-1522) et sœur de Jean III, roi de Navarre (1469-1516). Ensemble, ils eurent :
- Alain, vicomte de Castillon, mari de Françoise, baronne de Montpezat (à l'origine du duché d'Aiguillon), et père de Françoise de Foix qui épouse Honorat de Savoie ;
- Louise ( † 1er octobre 1534), mariée le 7 juillet 1514 avec François de Melun ( † 1547), seigneur d'Épinoy, d'Antoing et de Boubers, 1er comte d'Épinoy (28 novembre 1514), chambellan de Charles Quint, Chevalier de la Toison d'or, dont postérité ;
- Amanieu de Foix († 1559), évêque de Mâcon ;
- Marguerite († 1536).

Il eut aussi :
- Gaston de Candale, prieur de Castillon, bâtard ;
- Lucrèce de Candale, qui épousa le seigneur de Calonges ;
- (peut-être François de Candale, baron de Doazit, et du Lau en Marsan par son mariage en 1516 avec Anne de Marsan : un fils légitime de Gaston II selon La Chesnaye des Bois, mais pas selon le Père Anselme qui en fait un rejeton naturel de Jean Ier ; cf. le site Chez-Alice, et [3],[4]).